# Brauneck-Bergbahn

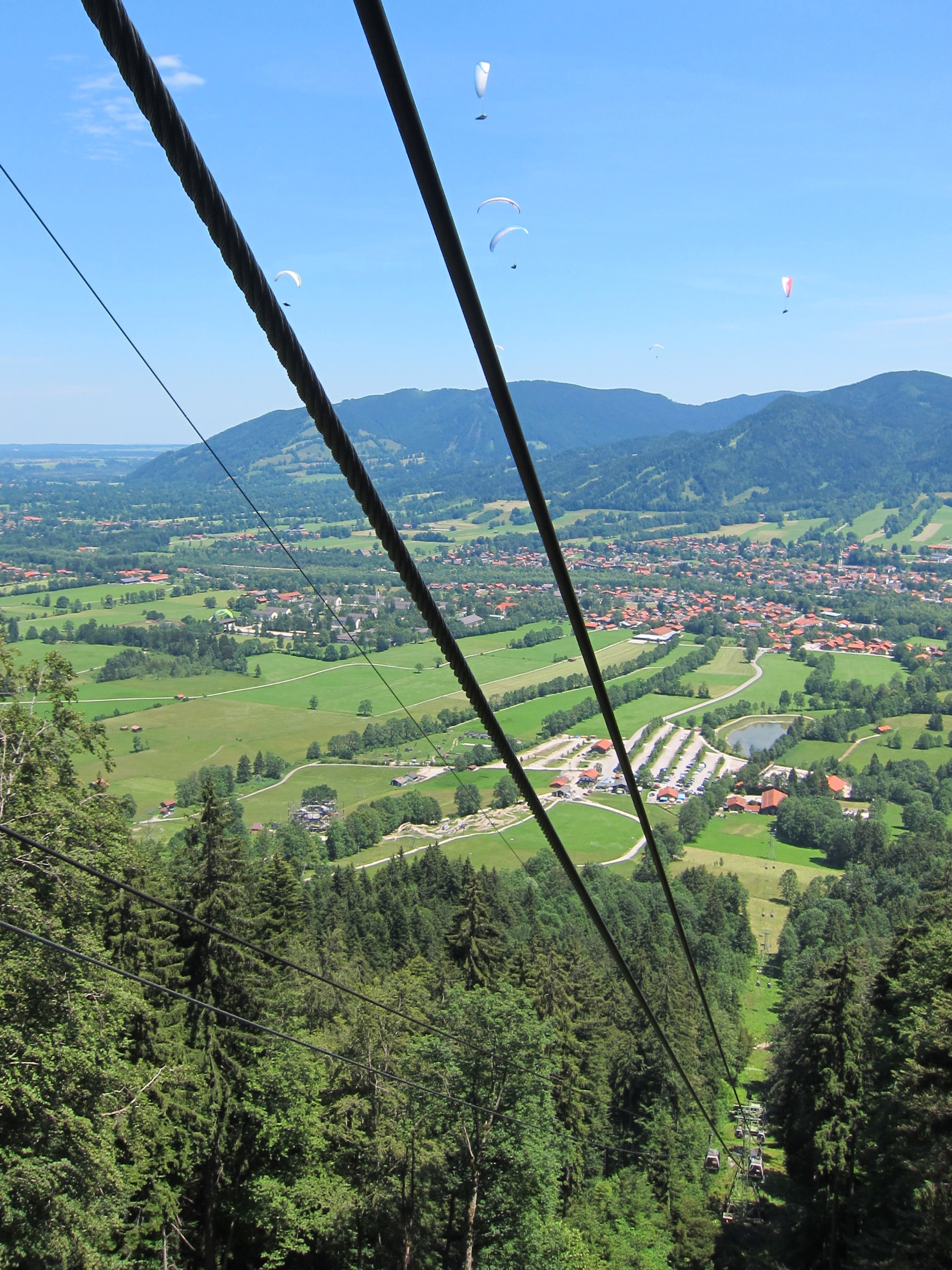
Brauneck-Bergbahn, Lenggries und Gleitschirmflieger

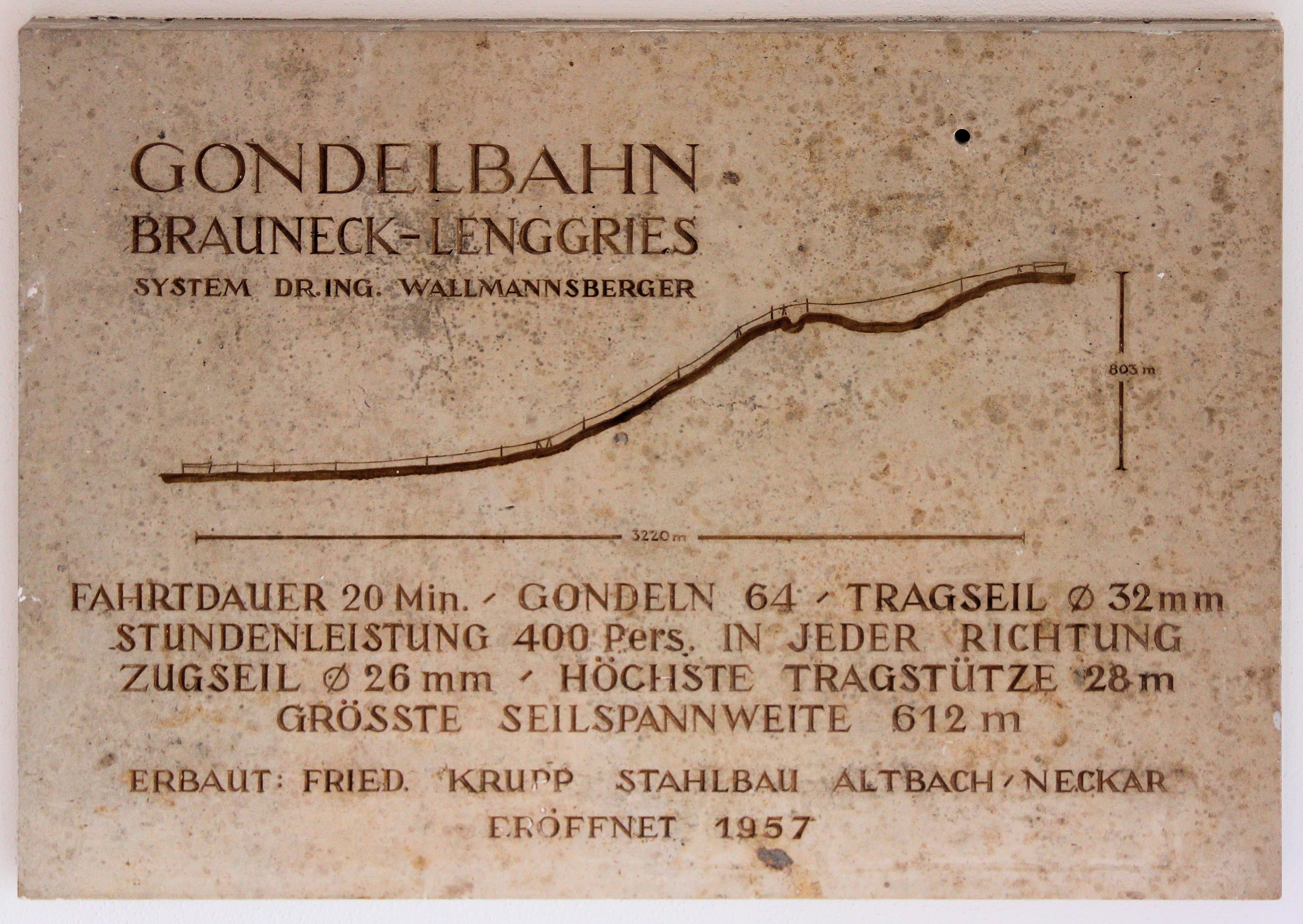
Gedenktafel im Haus Gilgenhöfe 9, in Lenggries

Die Brauneck-Bergbahn ist eine Gondelbahn auf das Brauneck in den bayerischen Voralpen. Sie erschließt ein wegen seiner Nähe (60 km) zu München und der Anbindung an die Bayerische Oberlandbahn beliebtes Ski-, Ausflugs- und Wandergebiet und wird auch häufig von Gleitschirm- und Drachenfliegern benutzt. Außerdem dient sie der Versorgung der zahlreichen Hütten am Brauneck.
Ihre Talstation liegt bei Lenggries am Fuß des Braunecks auf einer Höhe von 720 m ü. NHN. Sie wird ganzjährig von einem RVO-Bus mit dem Bahnhof Lenggries verbunden. Im Winter pendelt ein Skibus zwischen verschiedenen Haltestellen im Ort und der Seilbahn. Ihre Bergstation liegt etwa 35 m unterhalb des Gipfels auf einer Höhe von 1520 m. Die Gondelbahn überwindet somit einen Höhenunterschied von 800 m auf einer Streckenlänge von rund 2500 m. Die Fahrzeit beträgt 12 Minuten bei einer Geschwindigkeit von 4 m/s (14,4 km/h). Die Förderleistung liegt bei 800 Personen pro Stunde. Die Bergbahn kann 85 Kabinen für vier Personen einsetzen. Mit speziellen Transportgondeln werden Flugdrachen bis zu 4,20 m Länge befördert.
Technisch gesehen handelt es sich um eine kuppelbare Zweiseilumlaufbahn mit einem 33 mm starken Tragseil und einem 29 mm Förderseil, die von 10 Stützen und 2 Kuppengerüsten getragen werden. Die vorletzte Stütze vor der Bergstation steht mit nur einem Fuß auf dem Bodenfundament und ist mit einer waagerechten Traverse im seitlichen Fels verankert. Der größte Bodenabstand beträgt 85 m und die größte Spannlänge 432 m. Die Kabinen werden sowohl in der Tal- als auch in der Bergstation geparkt.
1952 wurde die Brauneck Bergbahn GmbH in Lenggries gegründet. Nach vierjähriger Planungsphase und 16-monatiger Bauzeit wurde die von Friedrich Krupp AG gelieferte Seilbahn am 16. November 1957 zur Skisaison eröffnet. Die Talstation lag damals näher am Ort bei den Gilgenhöfen, so dass die Gondeln zunächst über die flachen Wiesen am Fuß des Berges schwebten. 1993 wurde die heutige Talstation direkt am Berg gebaut. Im Frühjahr 2000 wurden die alten Gondeln durch 4-Personen-Kabinen von CWA ersetzt, dem zu Doppelmayr gehörenden Unternehmen. 2005 wurde eine neue Bergstation mit einem Panoramarestaurant eröffnet. Die Luftseilbahn wird heute von der Brauneck- und Wallbergbahnen GmbH, Lenggries, betrieben.